# St. Valentinus (Eichenau)

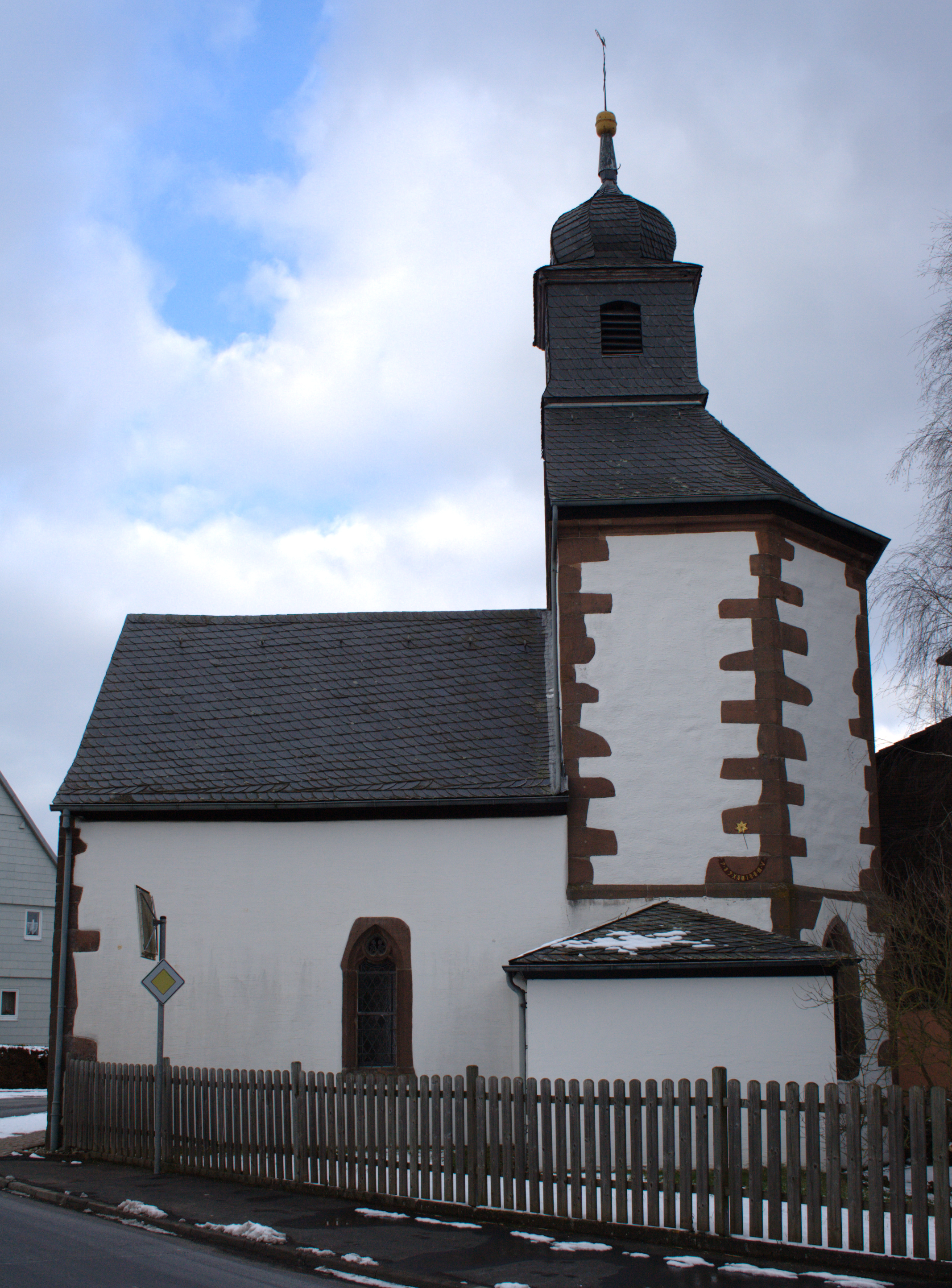
St. Valentinus

Die römisch-katholische, denkmalgeschützte Kirche St. Valentinus steht in Eichenau, einem Ortsteil der Gemeinde Großenlüder im Landkreis Fulda (Hessen). Die Filialkirche gehört zur Pfarrei Heilig Kreuz im Fuldaer Land im Dekanat Neuhof-Großenlüder des Bistums Fulda.

## Beschreibung
Eine Kapelle bestand bereits 1450. Die dem heiligen Valentinus geweihte Saalkirche wurde im Jahre 1502 errichtet. Das rechteckige, aus einer Achse bestehende Kirchenschiff hat auf beiden Seiten je ein gotisches Fenster. Die Bogenfenster an der Giebelseite stammen aus dem Jahre 1692, als die Kirche erneuert und erweitert wurde. In der Breite des Kirchenschiffes schließt sich ein dreiseitig geschlossener Chor an, der nach 1820 zu einem Glockenturm auf trapezförmigen Grundriss erhöht wurde. Das Kirchenschiff ist mit einem schiefergedecktem Satteldach bedeckt. Auf dem Dach des Turms sitzt ein Aufsatz aus schieferverkleidetem Holzfachwerk, hinter dessen Klangarkaden sich der Glockenstuhl befindet, in dem zwei Kirchenglocken hängen, die in den Jahren 1502 und 1608 gegossen wurden. Bekrönt wird er mit einer bauchigen Haube. 
Der Innenraum ist mit einer Holzbalkendecke überspannt. Das Kirchenschiff und der Chor sind mit einem Chorbogen verbunden. Der Flügelaltar stammt aus der Zeit der Spätrenaissance. Ein Gemälde, 1869 von Clemens Witzel geschaffen, zeigt den heiligen Bischof Valentinus zwischen schraubenförmig gedrehten korinthischen Säulen. Die Flügel sind mit Knorpelwerk verziert. An den Seitenwänden des Kirchenschiffs sind drei hölzerne Statuen aus dem Jahre 1905 angebracht, die Jesus, Maria und Josef darstellen. 